# Храм Преображения Господня (Геленджик)
Храм Преображения Господня — приходской храм Геленджикского благочиния Новороссийской епархии Русской православной церкви в городе Геленджике Краснодарского края. Главный престол храма освящён в честь Преображения Господня.
Памятник градостроительства и архитектуры начала XX века — выявленный объект культурного наследия России.

## История
Здание храма было посторено в 1914—1915 годах как часовня Святого пророка Илии на открытом и освященном 23 мая 1904 года городском кладбище. При строительстве часовни использовались материалы, полученные при разборке старого храма, существовавшего на месте Вознесенского собора в центре Геленджика.
В 1952 году часовня стала прибежищем общины расположенного в центре Геленджика Вознесенского собора, здание которого было передано муниципалитету. В кладбищенскую часовню перенесли престол, иконостас, церковную утварь, в воскресные и праздничные дни здесь начали совершать богослужения. Таким образом, часовня была преобразована в храм, престол был освящён во имя Вознесения Господня, в память закрытого собора Вознесения Господня.
После того как в 1990 году верующим был возвращено здание Вознесенского собора, храм на старом кладбище по благословению епископа Екатеринодарского и Кубанского Исидора был переименован в Спасо-Преображенский. Была проведена реконструкция храма, храм расширили, пристроили притвор, северный и южный приделы. Новое освящение храма было совершено в 1993 году.
В 1993 году здание церкви Спаса Преображения было признано памятником архитектуры и градостроительства.
Распоряжением комитета по охране историко-культурного наследия от 21.05.1996 г. № 11-1-р православная церковь Преображения Господня включена в перечень выявленных памятников истории и культуры Краснодарского края. Решение экспертной комиссии от 17.04.2001. и распоряжение комитета от 18.04.2001. № 2-р подтвердили историко-культурную значимость данного объекта.
С 1996 года по благословению епископа Екатеринодарского и Кубанского Исидора началось строительство притвора храма и колокольни. Строительство производилось по проекту архитекторов С. Кузнецова и С. Беребердина под руководством главного инженера проекта И. Головкина.
В 2005 году на территории храма возвели двухэтажное здание воскресной школы. В 2008 году рядом с храмом была построена часовня Николая Чудотворца в память о трагически погибших жителях Геленджика. Освятил часовню викарий Екатеринодарской и Кубанской епархии епископ Тихон (Лобковский).
В 2007 году был установлен новый купол.

## Современность
Богослужения в храме совершаются ежедневно. С 2005 года при храме работает воскресная школа. На первом этаже здания школы устроена крещальная купель для крещения взрослых с полным погружением.
Святыни храма: особо чтимая икона Богородицы «Троеручица», ковчег с частицами мощей преподобных Савватия, Германа и Иринарха Соловецких; Саввы Освященного, Герасима Иорданского, Евфросинии Полоцкой, Луки; мучеников Зверинецких и Виленских, первомученника архидиакона Стефана, священномученика Харалампия, великомученика Пантелеимона, преподобномученицы Елисаветы; праведных Иоанна Кормянского и Петра Великодворского; святителей Луки (Войно-Ясенецкого), Иннокентия Московского и Афанасия Ковровского, равноапостольной Марии Магдалины.

## Архитектура и внутреннее убранство храма
Небольшая одноглавая церковь кубического объёма с округой апсидой, с пристроенной шатровой колокольней на притворе. К главному объёму храма пристроены северный и южный приделы, в которых расположены дверные проемы. Над центральным объёмом установлен купол на глухом барабане с золочёной луковичной главой c православным восьмиконечным крестом (2010). Стены храма выполнены из дикого камня и кирпича.
Над притвором храма выстроена восьмигранная башня колокольни с шатровым завершением и небольшой луковичной главкой с крестом. У входа в храм, перед папертью располагается полуциркульная лестница.
Иконостас в храме деревянный, двухъярусный, в нём установлено 16 икон. Стены храма завешаны иконами.
К югу от храма располагается двухэтажное здание детской воскресной школы (2005). На первом этаже школьного здания устроен крещальная купель для крещения взрослых. На стенах воскресной школы размещены мозаичные иконы Воскресения Христова, Покрова Пресвятой Богородицы и святых угодников Божиих — Николая Чудотворца, Феодора Ушакова, мученика Виктора, Саввы Сербского, благоверного князя Владимира и Георгия Победоносца.